# Maleth-Aero
Maleth-Aero è una compagnia aerea charter e cargo con sede a Luqa e con hub all'aeroporto di Luqa, Malta. La compagnia opera voli charter e cargo verso destinazioni in tutto il mondo, con aerei di proprietà, in leasing od operati per altre società.

## Storia
Maleth-Aero è stata fondata a Malta nel gennaio 2012. Si è aggiudicata il contratto di gestione per un Challenger 605 registrato sull'isola di Man spostato per operare da Almaty, Kazakistan. Ha aggiunto tre aeromobili alla sua flotta nel marzo 2013 attraverso un contratto di gestione con la società svizzera SkyWork Executive: un Beechcraft 90 GTX, un Beechcraft 350 e un Cessna Citation Ultra. Il primo Boeing 737-300 è arrivato lo stesso anno in una configurazione all-business da 48 posti. Un Boeing 737-700(BBJ), arrivato anch'esso nel 2013, è stato venduto nel 2017.
Durante gli anni, la flotta è aumentata per includere alcuni Airbus A330-200, operati per AELF FlightService, la compagnia madre, e Airbus A340-600, operati per European Aviation Group. Uno di questi ultimi, in leasing da EAG ed ex-Etihad Airways, è configurato per poter trasportare fino a 316 passeggeri.

## Flotta
A gennaio 2024 la flotta di Maleth-Aero è così composta: